# Niko Kovač
Niko Kovač (Kroatiskt uttal: [niːko koʋaːtʃ]
 ( lyssna)), född 15 oktober 1971 i Västberlin, Västtyskland, är en kroatisk före detta fotbollsspelare (mittfältare) och numera tränare. Han var lagkapten för Kroatien vid EM i fotboll 2004, VM i fotboll 2006 och EM i fotboll 2008. Han är storebror till Robert Kovač.Tänar Dortmund fc

## Tränarkarriär
Niko Kovač utsågs den 16 oktober 2013 till det kroatiska landslagets förbundskapten, och ersatte därmed Igor Štimac.
Tyska storklubben Bayern München bekräftade fredagen den 13 april 2018 att Kovač tillträdde som huvudtränare för klubben säsongen 2018/2019. Den 3 november 2019 avgick Niko Kovač som tränare för Bayern München efter en 1–5-förlust mot Eintracht Frankfurt.
Den 19 juli 2020 blev Kovač utsedd till ny tränare i Ligue 1-klubben AS Monaco. Den 1 januari 2022 meddelade AS Monaco att Kovač blivit avskedad efter 1,5 år som tränare i klubben.
Den 24 maj 2022 meddelade Wolfsburg att de anställt Kovač som ny huvudtränare och att han hade skrivit på ett treårskontrakt med klubben. Den 17 mars 2024 avskedades han från rollen.